# Heinrich Hackenberg
Heinrich Hackenberg (* 12. Juli 1898 in Zwittau, Mähren (Österreich-Ungarn) heute Tschechien; † 14. Juni 1951 in Wien) war ein österreichischer Politiker.

## Leben
Heinrich Hackenberg absolvierte eine fünfjährige Volksschule und im Anschluss daran eine drei Klassen umfassende Bürgerschule. Als junger Mann absolvierte er eine Lehre zum Elektromonteur. Von 1919 bis 1920 arbeitete er als Elektriker bei einer Fabrik in Brünn, ehe er nach Wien zog. Hier arbeitete er ab 1922 als Beamter bei der Wiener Sicherheitswache; die Anstellung verlor er im Jahr 1929. Von 1930 bis 1934 arbeitete er bei der Wiener Gemeindewache.
Während des Austrofaschismus betätigte sich der Sozialdemokrat Hackenberg weiterhin politisch, weshalb er oft verhaftet wurde. Zuletzt saß er im berüchtigten Anhaltelager Wöllersdorf ein. Auch trat er der illegalen Vereinigung Revolutionäre Sozialisten Österreichs bei. Die Gestapo nahm Hackenberg wegen seiner Verbindungen zu dieser Gruppierung im August 1939 fest und deportierte ihn ins KZ Buchenwald. Bereits im April 1940 wurde er bedingt entlassen.
Heinrich Hackenberg trat nach dem Krieg der Sozialdemokratischen Partei Österreichs (SPÖ) bei und fungierte wenige Wochen, von Mai bis Juli 1945, als Bezirksvorsteher des Wiener Gemeindebezirks Leopoldstadt. Im Dezember 1945 wurde er als Abgeordneter der SPÖ in den Nationalrat gewählt, wo er sein Mandat bis zum November 1949 bekleidete.